# Нащадки скіфів
«Наща́дки скі́фів» — фантастичний роман українського радянського письменника Володимира Владка, вперше виданий 1937 року. Вважається першим твором української історичної фантастики.
У романі експедиція геологів знаходить в печері під Донбасом вціліле плем'я скіфів. Потрапивши в полон, вона опиняється в центрі боротьби за владу вождя Сколота і підступного віщуна Дорбатая.

## Сюжет
У непромисловому районі Донбасу біля підніжжя Зольного кряжу невелика експедиція — четверо науковців та собака — зайняті пошуками родовищ міді. До складу експедиції входять Іван Семенович, професор геології, його товариш, професор археології Дмитро Борисович, студенти геологічного факультету Артем і Ліда. Пошуки міді стають причиною суперечки: Дмитро стверджує, що жила іде вглиб завалених печер, але Іван не вірить, адже той не геолог. Дмитро з Лідою зізнаються, що потай розібрали завал і виявили розгалужені тунелі, в яких є мідь. Експедиція проникає в загадкову печеру і виявляє скіфські артефакти, серед яких скриньку. Всередині знаходиться пергамент, який Дмитрові Бористовичу вдається почати читати, але від вологи матеріал швидко псується. Вдається тільки прочитати про золото, на пошуки якого колеги згодом повертаються та вирушають вглиб.
Пройшовши доволі значну відстань по лабіринту печери, вони натрапляють на місце виходу якогось газу. Дмитро підриває дві шашки, щоб завалити його джерело. Натомість вибух створює прохід до величезної підземної зали. Всередині виявляється освітлений простір, де ростуть дерева. Оглядаючи це дивне місце, група помічає кибитки, вози і людей, в яких впізнає скіфів. Плем'я веде полонених, яких віщун зі жрицями готується принести в жертву. Артем втручається в ритуал, відвертаючи увагу скіфів криком. Його та товаришів оточують воїни і беруть в полон, при цьому лякаючись собаки, бо про цих тварин знають тільки з легенд.
Дмитро здогадується дещо зі скіфської мови, позаяк вона має давньогрецькі слова. Завдяки цьому йому вдається поговорити з вождем Сколотом. Вождь зацікавлений прибулими, пригощає їх підсолодженим кумисом — оксюгалою. Воїн Варкан прибуває з новиною: впливовий віщун Дорбатай вимагає віддати гостей йому. Користуючись грозою, яка утворюється під склепінням печери, віщун лякає плем'я та забирає полонених із собою. Він оголошує закляття, що забороняє будь-кому наближатися до чужинців. Дмитро розуміє — між Сколотом і Дорбатаєм точиться боротьба за владу, в якій віщун має вплив на сина вождя, каліку Гартака. Якщо перший спирається на воїнів, то другий — на віщунів і забобонність народу. Археолог відтворює історію цього племені. Гнані грецькими колонізаторами, що поневолювали скіфів, племена відступали все далі на північ. З якихось причин люди племені понад 2000 років тому сховалися в печері та згодом були відрізані від зовнішнього світу завалом. Після блукань вони знайшли величезний грот, де й залишилися жити. Освітлення в гроті створювали виходи радіоактивних елементів у стінах та високій стелі, під якими навіть утворювалися хмари. Змішання скіфської і грецької культур породило тутешній народ, що зберіг грецькі риси в мові та одязі.
Прибулий віщун передає послання Дорбатая. Той вважає прибулих посланцями богів і пропонує служити йому в обмін на все найкраще, що мають скіфи. Ліді ж він пропонує стати четвертою дружиною Дорбатая. В разі відмови їх усіх чекає смерть. Коли Дорбатай привселюдно запитує експедицію про те саме, Артем кидає йому під ноги вибухову шашку. Налякавши цим скіфів, він звільняє полонених і з друзями вирушає до Сколота. Дорогою вони знайомляться з нащадком греків Ронісом, який розповідає про минуле і свого предка, що знайшов у навколишніх печерах золото. Саме його пергамент і знайшла на початку експедиція.
Варкан приймає гостей, а старий Ормад оповідає про війну персів зі скіфами, яка підтверджує історію Геродота. Їх наздоганяє Дорбатай і починає свою оповідь, в якій описує що стається з тими, хто порушує волю богів. Він вимагає аби Сколот віддав чужинців для жертви, боячись, що ті підірвуть його владу. Син Сколота, Гартак, отруює батька і займає його місце, чому сприяє Дорбатай, оголошуючи Сколота злочинцем проти богів. Це обурює скіфів, оскільки Гартак негарний і слабкий, хоча ніхто не наважується відкрито заявити щось віщунові.
Частина членів експедиції потрапляє до полону. Артем та Дмитро тікають і опиняються в лавах заколотників проти Дорбатая, котрими керує Варкан. Собака передає записки між розділеною експедицією. Артем користується шашками щоб налякати вороже військо і виграти час для підготовки контратаки. Тим часом Гартак задумав взяти за дружину Ліду, але за звичаєм повинен спершу довести свою доблесть в бою, що неможливо для каліки. Дорбатай переслідує всіх, хто не згідний з ним, і страчує, вдаючи наче це веління богів.
Дорбатай влаштовує похорони старого вождя, цим користується Артем щоб звільнити друзів. Варкан веде військо проти віщуна, але гине в бою. Вибравшись на гору, члени експедиції спостерігають за боєм, у якому війська Варкана перемагають. Вибухи шашок спричиняють обвал склепіння, під уламками якого Дорбатай гине. Дослідники опиняються за завалом, що запечатав прохід до гроту, в одному з підземних тунелів. Вони швидко розуміють, що зробили коло навколо гроту, опинившись там, де відбувався витік газу. Користуючись цим знанням, експедиція знаходить шлях на поверхню.
Дорогою друзі знаходять вказівки на золото, зрештою виявляють золоту жилу, про яку розповідав Роніс, і вибираються на поверхню.

## Історія написання
До написання роману Володимира Владка спонукало його зацікавлення історією скіфів. Він вважав цей народ одним з найтаємничіших, але при цьому найзначніших для історії територій України і Радянського Союзу. Сумніваючись чи зможе створити історичний роман, письменник обрав жанр наукової фантастики, в якому писав досі. «Хай мої герої завідомо фантастично, але в межах літературної достовірності, опиняться в світі стародавніх скіфів, хай у романі розгортаються події в конфліктах між радянськими вченими і скіфськими віщунами, вождями і поневоленими рабами, — це дасть мені можливість показати в сюжетних пригодах звичаї, побут і традиції одного з скіфських племен» — згадував пізніше Владко. Перші публікації відбулися в журналі «Піонерія» 1937 року під назвою «Дорога скіфів».
Далі автор доопрацював роман. У 1939 завершений твір вийшов у світ у видавництві дитячої літератури ЦК ЛКСМ України. Післямову до цього видання написав археолог, професор Семен Семенов-Зусер. Він зауважив, що деякі деталі суперечать історії, проте це не шкодить твору. Професор відгукнувся, що «В „Нащадках скіфів“ органічно сполучились дані історії і археології з творчою фантазією автора». Того ж року твір було перекладено російською.
Роман тричі перевидавався в Україні в 1952, 1959, 1962 роках. Готуючи видання 1959 року, автор вдосконалив свій твір у світлі найновіших історико-археологічних даних, було поглиблено психологічні характеристики персонажів. У 1963 роман отримав переклад чеською мовою, а 1968 — литовською, 1986 — англійською.